# Peropteryx trinitatis
Peropteryx trinitatis là một loài động vật có vú trong họ Dơi bao, bộ Dơi. Loài này được Miller mô tả năm 1899.